# 查爾斯頓大學
查尔斯顿大學（University of Charleston），原名莫里斯哈维学院（Morris Harvey College），是位于美国西弗吉尼亚州查尔斯顿的一所私立大學，2013年它在该州的马丁斯堡和贝克利买下芒廷州立大学（Mountain State University，2012年废止）的两个校区，但随后将二者抛售，转而在这两个城市另择地方建立分校。《美國新聞與世界報道》將其列在南部地區大學排名中的第78位。

## 外部連接
- 官方网站
- University of Charleston Athletics website （页面存档备份，存于）

38°19′59″N 81°36′59″W / 38.332917°N 81.616524°W